# Richard Häussler
Richard Häussler (Monaco di Baviera, 26 ottobre 1908 – Grünwald, 28 settembre 1964) è stato un attore e regista tedesco.

## Filmografia

### Attore (lista parziale)
- Un caso sensazionale (Sensationsprozess Casilla), regia di Eduard von Borsody (1939)
- La volpe insanguinata (Der Fuchs von Glenarvon), regia di Max W. Kimmich (1940)
- I commedianti (Komödianten), regia di Georg Wilhelm Pabst (1941)
- La donna dai due volti (Das andere Ich), regia di Wolfgang Liebeneiner (1941)
- Gli squali del terzo Reich (U47 - Kapitänleutnant Prien), regia di Harald Reinl (1958)
- Il fantasma maledetto (Die seltsame Gräfin), regia di Josef von Báky (1961)
- Lo strangolatore dalle 9 dita (Der Würger von Schloß Blackmoor), regia di Harald Reinl (1963)
- Il laccio rosso (Das indische Tuch), regia di Alfred Vohrer (1963)
- Professionisti per una rapina (Zimmer 13), regia di Harald Reinl (1964)
- 5000 dollari sull'asso (Pistoleros de Arizona), regia di Alfonso Balcázar (1965)

### Regista
- Die Martinsklause (1951)
- Die schöne Tölzerin (1952)
- Das Dorf unterm Himmel (1953)
- Dein Herz ist meine Heimat (1953)
- Wenn die Alpenrosen blüh'n (1955)
- Der Glockengießer von Tirol (1956)
- Der Adler vom Velsatal (1957)